# As Time Goes By
För andra betydelser, se As Time Goes By (olika betydelser).
As Time Goes By är en låt skriven av Herman Hupfeld. Låten skrevs för Broadwaymusikalen Everybody's Welcome 1931 och den spelades samma år in av ett flertal artister, till exempel Rudy Vallée, Frank Sinatra och Binnie Hale. 
Låten blev måttligt framgångsrik vid lanseringen, men fick betydligt mer spridning i och med att den togs med i en med tiden mycket berömd scen i filmen Casablanca 1942. Den spelas där av Dooley Wilsons rollfigur Sam. Låten blev nu en stor hit och flera skivbolag återlanserade gamla inspelningar av den.
Den första versen brukar vanligen utelämnas. I den nämns Albert Einstein, och det framgår att As Time Goes By är en slags protestsång mot Einsteins allmänna relativitetsteori – "the fundamental things apply, as time goes by".
Sången har spelats in av artister som Louis Armstrong (1943), Billie Holiday (1944), Perry Como (1955), Vera Lynn (1956), Vic Damone (1958), Frank Sinatra (1962), Andy Williams (1962), Barbra Streisand (1963), Jimmy Durante (1965), Stanley Holloway (1965), Harry Nilsson (1973), Monica Zetterlund (1974, svensk text av Hasse och Tage), Tony Bennett (1975), Gloria Gaynor (1977), Svend Asmussen (1978), Carly Simon (1987), Natalie Cole (1993), Rod Stewart & Queen Latifah (2003), ZZ Top (2003), Anne Murray (2004) och Viktoria Tolstoy (2017). 
Dooley Wilsons version i Casablanca blev i en omröstning anordnad av American Film Institute 2004 om den bästa amerikanska filmlåten genom tiderna, rankad som nummer två efter Over the Rainbow.
Sedan 1999 används ackord från sången i vinjetterna för Warner Bros. Pictures och Warner Bros. Television som en hyllning till att det var WB som var studion bakom Casablanca.